# Batman - Il ritorno del Cavaliere Oscuro
Batman - Il ritorno del Cavaliere Oscuro (in originale Batman: The Dark Knight e successivamente raccolta in volume unico come Batman: The Dark Knight Returns) è una miniserie a fumetti di quattro numeri su Batman, scritta e disegnata da Frank Miller, pubblicata dall'editore statunitense DC Comics nel 1986. L'opera ha rappresentato uno dei maggiori successi degli anni ottanta e ha contribuito a forgiare nel grande pubblico la percezione che anche il fumetto di genere supereroistico può trattare temi adulti affiancati ad alti livelli di qualità artistica.
La vicenda si svolge in una realtà alternativa rispetto a quella degli albi normalmente pubblicati dalla DC Comics. In questo contesto i supereroi sono più vecchi di venti anni e Bruce Wayne non indossa più il costume dell'Uomo Pipistrello da dieci anni. Dopo gli avvenimenti di Crisi infinita e la serie 52, la storia si colloca su Terra-31 del multiverso narrativo dei personaggi DC. Un seguito, Batman - Il Cavaliere Oscuro colpisce ancora, è stato pubblicato tra il 2001 e il 2002, mentre un terzo capitolo, Cavaliere Oscuro III - Razza suprema viene pubblicato tra il 2015 e il 2017.

## Trama
La trama è suddivisa in 4 capitoli che corrispondono al numero degli albi originali della miniserie The Dark Knight. Ognuno ha un titolo differente anche se l'opera, una volta raccolta nel formato graphic novel, prenderà il titolo da quello del primo albo, ovvero The Dark Knight Returns (o Il ritorno del Cavaliere Oscuro). Il secondo capitolo ha il titolo The Dark Knight Triumphant (o Il trionfo del Cavaliere Oscuro), il terzo Hunt The Dark Knight (o Caccia al Cavaliere Oscuro), il quarto The Dark Knight Falls (o La caduta del Cavaliere Oscuro).

### Il ritorno del Cavaliere Oscuro
In una calda Gotham City l'ondata di criminalità è in forte aumento, anche grazie alla gang nota come i "Mutanti". L'ormai cinquantacinquenne Bruce Wayne ha rinunciato alla lotta alla malavita e Batman è ormai ricordato come una leggenda metropolitana. Il commissario Gordon è in procinto di andare in pensione ed è profondamente amareggiato dalla situazione della sua città. Dopo cure mediche e chirurgiche, l'ex criminale Harvey Dent noto come il supercriminale Due-Facce viene liberato in quanto considerato guarito dalle sue turbe psichiche. Ora Harvey non ha più metà del viso deformata e il suo psichiatra dichiara che anche la sua personalità malvagia è svanita. Nonostante questo il lato oscuro che era in lui riemerge e progetta un nuovo grande crimine che prevede la distruzione delle Torri Gemelle di Gotham. Bruce ormai depresso e dedito all'alcol è ancora ossessionato da Batman. L'ondata crescente di crimini, la minaccia della gang dei Mutanti e l'apparente ritorno al crimine del suo amico-nemico Harvey lo spingono a riprendere il suo ruolo di Cavaliere Oscuro. La notte del suo ritorno è caratterizzata da un forte temporale e da un dibattito mediatico che vede la nascita di due fronti di opinione: chi lo vede come un vigilante aberrante e psicotico, chi invece lo dipinge come la rinascita dello spirito americano. Nel frattempo, nel manicomio criminale di Arkham, il Joker sembra risvegliarsi dallo stato catatonico in cui si trovava da anni. Rivedendo Batman in televisione torna a sorridere e la sua personalità sociopatica riemerge. Il piano di Due-Facce prevede l'arrivo sulle Torri Gemelle di due elicotteri pieni di esplosivo e la conseguente richiesta di un riscatto. La catastrofe viene sventata grazie all'arrivo tempestivo di Batman, ancora incredulo che Harvey sia tornato malvagio. Dopo aver sgominato la sua banda e catturato il criminale, Batman si ritrova di fronte al suo vecchio amico, un uomo incapace di fuggire alle sue pulsioni criminali, un riflesso dello stesso Bruce, impossibilitato a sfuggire dal suo passato di vigilante.
Durante questo primo capitolo ci sono dei flashback. Il primo narra del momento in cui un Bruce Wayne di appena 6 anni cade in una grande caverna sotterranea destinata a diventare il rifugio di Batman. Il secondo è la notte in cui i suoi genitori vengono uccisi da un rapinatore davanti ai suoi occhi.

### Il trionfo del Cavaliere Oscuro
Il ritorno di Batman scatena una forte reazione dei mass media, tra chi lo appoggia apertamente, come la direttrice del Daily Planet Lana Lang, e chi invece lo vede come un vigilante fuorilegge, come Ellen Yindel, la sostituta di Gordon. Un più cinico e violento Batman prosegue la sua crociata contro i Mutanti, arrivando ad affrontare in una lotta corpo a corpo il loro mostruoso capo. Batman sembra soccombere, ma riesce a sconfiggerlo grazie all'arrivo di una tredicenne, Carrie Kelley, affascinata dal vigilante e vestita come Robin. Bruce la porta con sé alla Caverna e decide di addestrarla per essere il suo nuovo partner come una volta lo era Dick Grayson. Nel frattempo, in prigione, il leader mutante riesce ad uccidere il sindaco il quale lo ha voluto incontrare per stipulare una tregua, e Batman chiede a Gordon un ultimo favore, ossia liberare il criminale per poterlo sconfiggere di fronte ai suoi stessi seguaci. In questa nuova lotta Batman lo abbatte non grazie alla forza bruta bensì con l'esperienza, e viene acclamato dagli stessi Mutanti come un nuovo leader. Questi ultimi lo prendono ad esempio ed ora si dichiarano i figli di Batman e promettono di scatenare l'inferno sulla città in nome della giustizia. Nel frattempo alla Casa Bianca cominciano a preoccuparsi per una potenziale crescita del fenomeno dei vigilanti, giustizieri senza distintivo che si ispirano alla figura dell'Uomo Pipistrello. Il presidente chiama Superman, il supereroe più fedele alle istituzioni, al sogno americano e alla "american way of life". L'Uomo d'Acciaio accetta di andare a parlare al suo alleato di un tempo per cercare di riportarlo sulla retta via (secondo il Governo) e fermare la sua nuova crociata.

### Caccia al Cavaliere Oscuro

Batman nella versione di Frank Miller

I membri dei Mutanti si fanno chiamare ora "Figli di Batman" e agiscono come grezzi vigilanti; ciò contribuisce ad aumentare l'indignazione generale sul ritorno di Batman. Come richiesto dal Presidente degli Stati Uniti, Superman si reca a Gotham, dove ricorda a Bruce l'accordo fatto con il governo diversi anni prima, col quale i supereroi avrebbero interrotto le loro operazioni e comportamenti al di fuori delle istituzioni. Per evitare processi e condanne contro i supereroi, Superman avrebbe agito come agente al servizio del governo. Bruce ha così infranto quell'equilibrio, e Clark lo avverte che non saranno tollerate ulteriori sue iniziative personali. Il colloquio tra Bruce e Clark viene interrotto per lo scoppio della crisi nell'isola sudamericana di Corto Maltese. I sovietici hanno mandato delle portaerei per scoraggiare il supporto statunitense al nuovo regime fascista e golpista. Superman si comporta come un buon soldato americano e attacca gli aerei e le navi comuniste. Nel frattempo lo psichiatra Wolper decide di far apparire il Joker in un talk show televisivo per mostrare i suoi miglioramenti dopo le terapie, ma il criminale ne approfitta per uccidere più di duecento spettatori con il Joker-gas. Joker si rifugia allora in un luna park, ma viene raggiunto da Batman, che si sente frustrato per tutti gli omicidi compiuti dal pazzo, riguardo al quale si sente colpevole per non aver mai voluto infrangere la regola che si era imposto di non togliere la vita a nessuno. Nel seguente scontro corpo a corpo Batman non arriva a togliere la vita al Joker, che però compie un atto suicida torcendosi il collo fino ad uccidersi, consapevole che la colpa ricadrà su Batman.

### La caduta del Cavaliere Oscuro
Mentre Batman fugge dal luna park, dopo aver bruciato il cadavere sorridente del Joker, Superman è impegnato ad impedire la detonazione di un missile nucleare sovietico, che però genera un impulso elettromagnetico che annulla tutte le apparecchiature elettroniche e modifica lo stesso clima. A Gotham City inizia a nevicare in piena estate, e nel black out scoppiano disordini e saccheggi, ma sono gli stessi Figli di Batman, guidati dall'Uomo Pipistrello, a cercare di mantenere l'ordine. L'opinione pubblica spinge però il Presidente ad ordinare a Superman di fermare Batman, ma quest'ultimo è pronto allo scontro. I due alleati di un tempo si danno appuntamento a Crime Alley, il vicolo in cui sono morti i genitori di Bruce, il luogo che ha generato il Cavaliere Oscuro. Da anni Bruce si prepara a questo scontro ed ha investito molto tempo e denaro per costruire un'armatura per affrontare Superman e arrivare a sintetizzare della Kryptonite. L'Uomo d'Acciaio è ancora indebolito dall'esposizione alla bomba atomica russa e questo può dare al rivale una possibilità di successo. Batman lo affronta corpo a corpo per creare un diversivo che permetta a Oliver Queen/Freccia Verde (unico supereroe ancora disposto ad aiutarlo) di colpire Superman con una freccia di kryptonite, rendendolo vulnerabile. Il piano funziona e, dopo che è stato colpito dal dardo di Oliver, il kryptoniano si accascia a terra e Batman gli si avventa contro con incredibile furia, arriva a pronunciare la frase "stai iniziando a capire Clark che questa è la fine per tutti e due". Dopo aver sconfitto Superman, Bruce crolla per un infarto e viene dichiarato morto. Le autorità sopraggiungono sul luogo e scoprono la vera identità di Batman, Superman si salva e a Bruce Wayne viene concesso un funerale al quale partecipano poche persone tra cui Clark Kent, James Gordon e Selina Kyle (conosciuta in passato come Catwoman). In realtà la morte di Batman è solo apparente ed è dovuta ad una sostanza assunta prima di affrontare Superman. Quest'ultimo però se ne accorge perché sente il suo cuore che batte ancora, nonostante questo sorride alla giovane Robin (venuta a dissotterrarlo) e si allontana come se nulla fosse. Sebbene l'identità segreta di Wayne diventi pubblica, la caverna e la villa sono state distrutte e il patrimonio è scomparso. Il fido maggiordomo Alfred è morto per un attacco cardiaco. L'epilogo vede Bruce e Robin in una caverna che si apprestano a realizzare un nuovo rifugio insieme ai figli di Batman. Qui vuole creare un "esercito per dare senso a un mondo afflitto da cose peggiori di ladri e assassini".

## Personaggi
- Bruce Wayne/Batman, il personaggio ha un'età intorno ai 55 anni e ha smesso di essere il vigilante di Gotham City da ormai dieci anni. Alcuni, soprattutto tra i più giovani pensano che sia una leggenda urbana. Bruce, ormai ingrigito e stanco, ha smesso di essere Batman dalla morte di Jason Todd, il ragazzo che ha preso il posto di Robin dopo che Dick Grayson ha rinunciato a quel ruolo. Nelle serie regolari del personaggio (quali Batman e Detective Comics) pubblicate nel 1986 Robin era Jason Todd e quindi vi è un aggancio alla continuity della storia canonica del personaggio. L'aspetto sorprendente è che l'accenno di Miller alla morte del secondo Robin è profetica in quanto nel 1988 la DC Comics architetta una storia chiamata Death in the Family (su Detective Comics) nella quale indice un sondaggio tra i lettori che devono decidere se Robin deve morire oppure rimanere in vita dopo un attacco brutale del Joker. Con poco scarto vincono i favorevoli e Jason Todd muore. La mente di Bruce Wayne è inoltre ossessionata da pensieri nichilistici e autodistruttivi, il primo capitolo si apre infatti con una sequenza dove il personaggio esce illeso da un grave incidente automobilistico durante una gara d'auto. Il suo primo pensiero è "sarebbe una bella morte... ma non abbastanza bella". Il tema si ripresenta anche quando, una volta tornato ad indossare il costume di Batman, sta precipitando e pensa "in dieci anni non mi sono mai sentito così calmo, così a posto. Sarebbe una bella morte". Miller ci presenta quindi un supereroe disilluso, ossessionato dal suo passato e dalla morte, non crede più nella società intorno a lui, che ha ormai "gettato la spugna", ed è profondamente segnato dalle cicatrici sia fisiche ma soprattutto psichiche lasciategli dagli anni in cui era il Cavaliere Oscuro. In The Dark Knight Returns l'aspetto psicopatico del Batman milleriano rimane comunque appena accennato e si evidenzierà con maggior forza in opere successive quali The Dark Knight Strikes Again e All-Star Batman & Robin[7].
- Commissario Gordon, è stato il commissario di Gotham City per 26 anni e conosce l'identità segreta di Batman[8]. Ora si trova costretto ad andare in pensione per questioni di età, avendo compiuto settant'anni[8]. Da sempre favorevole alla presenza di Batman come deterrente per la criminalità, viene però sostituito dal capitano Ellen Yendel, convinta sostenitrice delle teorie che vedono l'Uomo Pipistrello come un individuo dal comportamento criminale[8]. Gordon sembra essere sollevato dal ritorno del Cavaliere Oscuro, ma allo stesso tempo considera Batman come un eroe finito, il futuro non appartiene a nessuno dei due[8]. Per questo non vede la pensione come un momento di inattività ma come la liberazione da un pesante fardello, quello di "fare da padre a un'intera città di anime"[8]. In The Dark Knight Returns, Gordon è il primo personaggio che si vede interagire con Bruce Wayne, i due parlano del passato e di quello che è successo a Jason Todd[8]. Il legame tra James e Bruce è profondo e duraturo anche a livello editoriale, infatti il Commissario James Gordon è l'unico comprimario di Batman ad apparire al suo debutto su Detective Comics n. 27 del maggio 1939[9]. L'importanza del personaggio viene ulteriormente amplificata da Miller in Batman: Year One dove la sua figura assume un ruolo centrale negli avvenimenti che circondano il battesimo del fuoco per un giovane Batman[7]. Con Miller, James Jim Gordon diviene una parte integrante e fondamentale dell'epica batmaniana[7].
- Joker, è stato uno dei più temuti criminali di Gotham City ma da quando Batman si è ritirato, si trova in una cella ad Arkham in stato catatonico[10]. Quando dopo dieci anni sente del ritorno del Cavaliere Oscuro torna a sorridere e la sua lucida follia riemerge[10]. Tra Batman e il Joker esiste quindi un rapporto simbiotico, Miller ci fa intuire che un criminale della natura del Joker esiste solo se ha la possibilità di specchiarsi e confrontarsi con una nemesi quale Batman[10]. Nel corso della storia riesce a scappare alle autorità e tornare a compiere omicidi di massa e il tutto per attrarre l'attenzione del suo rivale di un tempo[11]. La versione del personaggio come maniaco omicida è quella data al Joker dallo scrittore Dennis O'Neil e il disegnatore Neal Adams negli anni settanta[12]. Il passaggio da irritante burlone a folle omicida avviene su Detective Comics n. 251 del settembre 1973 ed è da questo momento che si introduce la dinamica che vede il Joker dipendere da un Batman a cui lega la sua esistenza in maniera ossessiva[12]. Miller si ispira a questo presupposto e lo porta alle estreme conseguenze. Il Joker capisce che Batman non è capace di ucciderlo, non importa quanti crimini possa compiere e, anche solo per dispetto, arriva ad uccidersi di fronte a lui torcendosi il collo contro una roccia[11].
- Caroline Keen Kelly (conosciuta anche come Carrie Kelley), è una ragazzina di tredici anni che assume il ruolo di nuovo Robin in The Dark Knight Returns[13]. I suoi predecessori sono stati Dick Grayson e Jason Todd[10]. Quest'ultimo è morto mentre il primo ha voluto abbandonare il ruolo di sidekick di Batman. Le motivazioni che spingono Carrie a diventare Robin non sono radicate in qualche evento traumatico della sua vita (come per Dick a cui sono morti i genitori), ciò che la motiva è un senso di ammirazione e venerazione per la figura di Batman[13]. Quando arriva ad indossare il costume non ha fatto nessun tipo di allenamento o preparazione, e non ha neppure mai incontrato Bruce Wayne[8]. Il suo sogno di sembrare Robin si avvicina al desiderio tipico di chi abbraccia il Cosplay e non scaturisce invece da una brama di giustizia o vendetta[13]. Nonostante questo riesce miracolosamente a salvare la vita del suo idolo mentre sta per essere sconfitto dal leader dei Mutanti nella discarica di Gotham[8]. In quel momento Batman invoca il ritorno di Dick Grayson (il primo Robin) ma in suo aiuto arriva Carrie e tra i due si crea un rapporto di fiducia[8]. Bruce decide di nominarla nuova Robin e sarà al suo fianco sia contro la gang dei Mutanti, sia nello scontro finale con il Joker[6]. Con Carrie, Bruce vuole costruire un nuovo gruppo di vigilanti composto da un gruppo di ragazzini allenati e indottrinati da lui[6]. L'idea di creare una versione femminile di Robin (Carrie Kelley) è dell'artista inglese John Byrne. Ne parlò a Miller durante un volo in aereo nel 1985 e ne fece anche uno schizzo a matita che piacque all'autore statunitense. Il personaggio prese l'identità di Caroline Keene Kelley e venne sviluppato da Lynn Varley che ne curò anche i dialoghi[14].
- Ellen Yindel, è la persona scelta per sostituire l'uscente James Gordon in qualità di Commissario della Polizia di Gotham City[3]. Si tratta della prima donna a ricevere l'incarico nella storia della città ed è anche il capitano più giovane ad aver assunto questo ruolo[3]. Ellen viene da Chicago e non ha domestichezza con le dinamiche della sua nuova città e del delicato rapporto tra il commissariato e il vigilante Batman[3]. La sua posizione nei confronti di quest'ultimo è chiara dalla sua prima dichiarazione pubblica: « [...] sono sorpresa che una controversia esista (sulla legalità delle attività di Batman). Le sue azioni sono chiaramente criminali. Lo porterò in tribunale»[3]. Il suo primo atto da commissario è quello di emettere un mandato d'arresto per Batman con le accuse di aggressione, effrazione, e turbativa dell'ordine[3]. La sua posizione è quindi completamente opposta a quella di Gordon che nel corso degli anni ha appoggiato il Cavaliere Oscuro arrivando ad instaurare un rapporto di reciproca fiducia con quello che è stato un simbolo (controverso ma necessario) della giustizia di Gotham[7][15].
- Superman, altra figura iconica dell'universo fumettistico della DC Comics. Nella versione di Miller è un fantoccio nelle mani del Governo e il presidente lo usa sia come arma contro i comunisti sia come deterrente verso possibili elementi eversivi all'interno del sistema[8][11]. Nel momento in cui Batman torna come vigilante di Gotham, il leader del Paese manda il kryptoniano a dissuaderlo o toglierlo dalla ribalta con la forza[8]. Miller vede in Superman il simbolo di tutto ciò che c'è di sbagliato nella società moderna[1]. Lo scontro tra Batman e Superman è la battaglia tra l'uomo che cerca di uscire dal caos e colui che si oppone all'iniziativa individuale in nome di un illusorio bene collettivo[1].
- Leader Dei Mutanti (o Mutant Leader in originale), capo di una gang di teppisti e criminali che si proclamano i Mutanti[3]. La loro sede è all'interno di un'enorme discarica della città che si estende dai moli del West River fino all'aperta campagna[3]. Rappresentano i reietti e lo scarto della società. Il Leader diventa il loro portavoce e simbolo mediatico, in quanto spesso appare, con le sue minacce deliranti anche sugli organi d'informazione[3]. Il suo aspetto fisico è grottesco, con muscoli ipertrofici e sproporzionati, caratteristica morfologica che anticipa uno dei trend principali dei villain, ma non solo, dei comic anni novanta (basti pensare al Bane creato da Chuck Dixon diversi anni dopo[16]). Il personaggio è monodimensionale e non ci viene spiegato nulla del suo passato e delle sue reali motivazioni. L'unico suo obiettivo è portare il caos a Gotham e terrorizzare la città[3]. Batman arriva a sfidarlo in un corpo a corpo che mette in evidenza le carenze atletiche e di combattente di un Cavaliere Oscuro ormai non all'altezza di ciò che è stato in passato[3]. Si salva grazie all'intervento di Carrie Kelley, una ragazzina vestita da Robin che vuole provare a se stessa e a Batman di poter essere il suo nuovo side-kick[3]. Il Leader Mutante è arrestato e portato in prigione, ma quando il sindaco cerca di negoziare con lui, il leader lo uccide senza esitare[3]. A seguito di un piano con Batman, il commissario James Gordon lo rilascia deliberatamente, Batman vuole la sua rivincita[3]. Questa volta grazie all'astuzia e alla strategia prevale il vigilante di Gotham che viene acclamato da molti dei seguaci del guerriero battuto. Diversi di loro si ribattezzeranno "I Figli di Batman"[3]. Si denota in questi individui la totale assenza di una propria identità o capacità di critica nei confronti della realtà che li circonda. Si limitano a seguire il più forte.
- Figli di Batman/Gang dei Mutanti, inizialmente erano una delle più terribili Gang Criminali di Gotham City conosciuti come La Gang dei Mutanti, vestiti con giubbotti di pelle, e con una specie di visiera rossa in faccia, comandati dal loro spietato Leader, devastano Gotham City, quando il cavaliere oscuro fa il suo trionfale ritorno sconfiggendo il Leader dei Mutanti, decidono di seguire Batman e il suo ferreo codice d'onore, diventando anche loro una sorta di vigilanti, cambia anche di poco il loro look, es. giubbotti di pelle color blu e un tatuaggio in faccia col simbolo di Batman, a fine racconto Batman crea una legione di futuri vigilanti ribattezzata come "I Figli di Batman"
- Dott. Bartholomew Wolper, psichiatra che collabora con l'istituto di detenzione di Arkham. Arriva alla ribalta della cronaca quando sostiene di aver curato Harvey Dent dalle sue psicosi e contribuisce a rimetterlo in libertà[10]. Pubblicamente è un forte oppositore delle azioni di Batman ed espone la teoria secondo la quale il suo comportamento "psicotico/sublimante-psicoerotico è come una rete"[10]. I nevrotici sono catturati dal suo fascino distorto e sono portati a comportarsi in maniera speculare[10]. Questo spigherebbe l'esponenziale genesi di supercriminali a Gotham (quali il Joker, Due-Facce, il Pinguino e molti altri). Il dott. Wolper è anche sostenitore della possibile guarigione del Joker ed arriva a portarlo di fronte alla platea di uno show televisivo[11]. Come nel caso di Harvey (che torna a commettere crimini), anche il Joker rimane un sociopatico e massacra tutti gli spettatori compreso l'incredulo psichiatra[11]. Nel delineare la figura di questo presunto luminare della scienza, Miller esprime la sua disapprovazione per i metodi e le terapie della scienza psichiatrica e psicanalitica. In un'introduzione a The Dark Knight Retutns (edizione del 2006), si scaglia contro lo psichiatra Fredric Wertham, autore del libro Seduction of the Innocent del 1954 (anche se non li nomina apertamente)[17]. Definisce il libro come "disgustoso", Wertham come "strizzacervelli" e i suoi articoli "disgustosi"[17]. Il dottore in questione, demonizzando i fumetti, diede inizio ad un processo di censura che traumatizzò (secondo Miller) l'arte del fumetto ed infatti portò all'introduzione della famigerata Comics Code Authority con la conseguente chiusura di alcune storiche case editrici quali la EC Comics[17][18]. Da notare che l'opera di Miller viene distribuita senza il marchio della autorità per il codice dei fumetti, ancora largamente diffusa negli anni ottanta.
- Alfred Pennyworth, maggiordomo della famiglia Wayne, è stato per Bruce un punto di riferimento da quando i suoi genitori sono stati assassinati. Ha da sempre svolto un ruolo di supporto psicologico e affettivo per Bruce e ne ha rappresentato il barometro morale, evitando che Batman prendesse posizioni troppo radicali. Con il suo sarcasmo ha poi saputo mitigare il carattere cupo e malinconico del personaggio, sempre incline all'autolesionismo e incapace di non prendersi troppo sul serio. In The Dark Knight Returns riveste un ruolo alquanto secondario ma la sua peculiarità e importanza riemergono alla fine dell'opera[5]. Durante la distruzione della storica magione Wayne, Alfred muore d'infarto, l'evento è sottolineato dalla frase "quanto mai opportuno"[5]. Nel futuro del Cavaliere Oscuro (e del Batman milleriano) non c'è più posto per Alfred, forse la parte più umana e gentile dell'animo di Batman.
- Green Arrow/Oliver Queen, è l'unico altro supereroe a comparire nell'opera oltre a Batman e Superman. Anche Oliver è invecchiato ed è ora privo del braccio sinistro, non è chiarito se gli sia stato tolto di proposito o è avvenuto in seguito ad un incidente[6]. Dopo essere stato in carcere per un certo periodo di tempo è evaso cinque anni fa e da allora agisce nell'ombra, visto che il Governo non accetta più la presenza di supereroi o vigilanti[6]. Sembra l'unico disposto ad aiutare Bruce a sconfiggere Superman, è infatti lui che si incarica di scagliare una freccia con la kryptonite contro l'Uomo d'Acciao durante il suo duello finale con Batman[6]. La figura di Freccia Verde a cui si ispira Miller è quella delineata da O'Neil e Adams a partire dal 1970 sull'albo Green Lantern/Green Arrow n. 76[19]. La serie era così intitolata perché vede un lungo team-up con Lanterna Verde. I due autori ci propongono un Oliver Queen, ormai spoglio delle sue ricchezze, e fortemente critico del sistema elitario e capitalistico americano[19]. Le avventure da lui condivise con Green Lantern sono inserite nel contesto storico del periodo e sono intrise di critica sociale e riferimenti alla cultura dell'epoca[19]. La stessa impostazione viene adottata da Frank Miller ne Il ritorno del Cavaliere Oscuro[1].
- Harvey Dent/Due Facce, ex-procuratore di Gotham City e caro amico di Bruce Wayne, si era dato al crimine dopo essere stato sfigurato da dell'acido lanciatogli in faccia dal Boss Maroni (stando alla storia originale del 1942 su Detective Comics n. 66)[20]. Bruce si è convinto di poterlo curare e lo ha sottoposto a costose chirurgie plastiche e ad un trattamento psicologico del dottor Bartholomew Wolper[10]. All'inizio della storia Harvey ci viene presentato come un uomo ormai guarito e pronto a reinserirsi nella società, il suo volto è tornato normale e le sue psicosi sembrano scomparse[10]. Per Bruce questa è una delle più grandi vittorie ma la stabilità del suo vecchio amico è solo apparenza. In lui rimane l'ossessione per il crimine e il dualismo che caratterizza la sua visione della realtà[10]. Uno dei suoi tratti peculiari è l'uso di un dollaro d'argento con un lato deturpato al quale si affida per decidere se compiere il bene o il male[20]. Quando si trova di fronte ad una decisione lancia la moneta. La sua ossessione lo porta anche ad architettare i suoi piani basandosi sul numero due ed è per questo che, una volta tornato in libertà, attacca le Torri Gemelle di Gotham con due elicotteri pieni di esplosivo[10]. Il suo ritorno al crimine è uno dei fattori scatenanti per convincere Bruce a tornare ad essere Batman[10]. Quando Il Cavaliere Oscuro riesce a catturare Harvey e sventare il suo piano, ha di fronte un uomo che non riesce a fuggire dal suo passato. In lui Batman vede un riflesso della sua stessa condizione[10].

## Contesto e distribuzione
Gli anni ottanta sono un decennio caratterizzato dalla diffusione dei Comic Shops (ovvero le fumetterie), dalla nascita di diverse case editrici indipendenti, da nuovi formati e da una volontà di sperimentazione. Questo viene reso possibile in gran parte dalla nascita del mercato diretto che, saltando le classiche edicole e drugstore, fornisce direttamente i negozi specializzati e il circuito librario. Vi è quindi la possibilità di arrivare ad un pubblico più maturo, attento a nuove tematiche, a una narrazione più raffinata e a storie più audaci. Inoltre la nuova distribuzione non prevede la resa di albi invenduti e permette agli editori di valutare le copie da stampare in base ai pre-ordini. Questa scelta distributiva si è resa necessaria dopo l'implosione delle vendite dei fumetti a fine anni settanta (conosciuta anche come "DC Implosion"). In quel periodo di crisi, la vendita presso le edicole creava incertezza sul numero di copie da stampare e in caso di insuccesso bisognava ritirare l'eventuale materiale invenduto. Con la diffusione dei negozi specializzati in fumetti (Comic Shops) all'inizio degli anni ottanta si era creato un nuovo canale di vendita che permetteva di usufruire delle prenotazioni su un albo o una serie e quindi un'indicazione sulla tiratura delle copie. Inoltre veniva meno la necessità di sottostare alla Comics Code Authority e quindi si poteva dare più libertà creativa agli autori. Il primo fumetto DC Comics espressamente realizzato per il mercato dei negozi specializzati (Direct Sales Market) è la miniserie Camelot 3000 di Mike W. Barr (testi) e Brian Bolland (disegni) pubblicata dal dicembre 1982. L'opera viene definita una maxiserie ed è composta da 12 numeri. Di fatto si tratta di una miniserie (o limited-series in originale) che costituisce un formato di recente introduzione per l'epoca in quanto la prima miniserie in assoluto è World of Krypton, pubblicata dalla DC nel 1979. Nel 1980 arriva anche una miniserie per Batman dal titolo The Untold Legend of the Batman. La possibilità di pubblicare una serie che ha già un numero prestabilito di albi diviene subito un formato preferenziale per il Mercato Diretto e per gli stessi autori che non si trovano più condizionati nel dover prendere le redini di un personaggio all'interno di una pubblicazione seriale che prevede scadenze mensili teoricamente illimitate. Miller è affascinato dalla possibilità di produrre una miniserie e difatti dopo Camelot 3000, la successiva opera DC realizzata appositamente per il Mercato Diretto è dello stesso Frank Miller, la prima da lui realizzata per l'editore di Batman. Si tratta della miniserie di sei numeri dal titolo Ronin (luglio 1983 - agosto 1984). Inizialmente sarebbe dovuta essere pubblicata nella linea Marvel's Graphic Novel della Marvel Comics ma l'allora presidente della DC ovvero Jenette Khan convinse l'autore a pubblicarla per la sua casa editrice, garantendogli più libertà creativa e una qualità migliore della carta. Questo primo contatto tra Miller e Khan permetterà il successivo coinvolgimento dell'autore sul personaggio di Batman. Pur non trattandosi di un grande successo permise inoltre a Miller di valutare le potenzialità creative messegli a disposizione dal nuovo tipo di mercato
Il primo albo di Batman: The Dark Knight viene distribuito il 20 marzo 1986. Si tratta di una miniserie di 4 numeri pubblicati nell'arco del 1986 ed è la prima opera di Batman in formato prestige (o Prestige Format in originale), con 48 pagine per albo e con una carta di qualità superiore, cioè più spessa e patinata (glossy paper) che permette una miglior resa dei colori e delle tavole originali, la copertina è in cartoncino con brossura squadrata come spina dell'albo (squarebound spine). Il prezzo di copertina è $2.95 (due dollari e novantacinque centesimi), quattro volte superiore al prezzo standard di un comic book. Inizialmente viene considerato un deterrente all'acquisto ma il successo è comunque strepitoso e imprevisto nelle sue proporzioni.
Il 1986 è l'anno della svolta per la DC Comics ed è considerato l'anno più importante nella storia del fumetto americano. Da molti viene indicato come l'inizio di una nuova era per i comics. Fino ai primi anni ottanta i fumetti non hanno conosciuto un apprezzamento e una considerazione della critica letteraria o accademica, tendenza che cambia radicalmente nel 1986 con opere quali il The Dark Knight Returns di Miller. A questa bisogna aggiungere almeno altre due opere quali Watchmen di Alan Moore (distribuito dal 5 giugno dalla DC) e Maus di Art Spiegelman (distribuita il 15 settembre dalla Pantheon Books). Le opere sono caratterizzate da tematiche adulte e situazioni che cercano di ricreare un contesto realistico e cupo, da cui il termine grim and gritty che arriva a caratterizzare la produzione fumettistica del decennio successivo. L'opera di Miller si presenta ai lettori in un periodo pronto a valorizzare approcci più maturi e realistici nei confronti del genere supereroistico (e non solo quello). Bisogna sottolineare che questa tendenza trova la sua controparte anche alla rivale Marvel Comics. Quello stesso anno Jim Shooter lancia infatti un intero nuovo universo supereroistico denominato New Universe. Siamo nel 25º anniversario della casa editrice e Shooter vuole creare nuovi personaggi che agiscano nel mondo reale, lo slogan è "the world outside your window" (ovvero il mondo fuori dalla tua finestra). L'iniziativa non riscuote i consensi di pubblico e di critica delle opere di Miller e Moore, solo la serie Star Brand dello stesso Shooter e dell'artista John Romita Junior gode di un certo successo. Le serie del Nuovo Universo mancano della critica sociopolitica delle opere sopracitate e gli autori coinvolti spesso mancano della creatività necessaria per essere all'altezza delle ambizioni e delle premesse del progetto di Shooter. La Marvel contribuisce comunque alla rivoluzione fumettistica del 1986 con diverse iniziative di portata storica. Tra queste vi è il rilancio del genere war comics (fumetti di guerra) con la serie The 'Nam, scritta da un veterano della guerra del Vietnam quale Doug Murray. La serie racconta l'esperienza della guerra come un dramma umano ed è ispirata alla reale situazione vissuta dai combattenti di quella tragica guerra, non vi è spazio per la retorica o la propaganda sull'eroismo militare. Di genere differente è la prima miniserie dedicata al personaggio (creato negli anni settanta) del Punitore. L'opera (di Steven Grant, Mike Baron e Mary Jo Duffy) presenta il tema del vigilantismo come una risposta inevitabile alla diffusione della criminalità e il successo (inaspettato) della miniserie porterà Punisher a diventare un personaggio tra i più popolari dei primi anni novanta. Come si denota dall'opera di Steve Grant, il tema del giustiziere che si erge a paladino della giustizia è un argomento molto sentito già prima di The Dark Knight Returns di Miller. Nel caso del personaggio della Marvel non vi sono però limiti all'azione del suo eroe, che arriva ad uccidere senza rimorso. Il Batman di Miller si mantiene invece fedele alla psicologia originaria del personaggio che lo vede incapace di compiere un gesto estremo quale l'omicidio. Per concludere la rassegna sulle opere fondamentali pubblicate nel 1986 non si può non citare il Man of Steel di John Byrne, che ridefinisce Superman per le nuove generazioni (è il più grande successo fumettistico dell'anno), Batman: Year One (distribuito da novembre) dello stesso Miller, e le nuove storie realizzate da Alan Moore per Miracleman (con le feroci polemiche per il n. 9 della serie). Quest'ultima serie viene pubblicata a partire dall'agosto 1985 per la casa editrice statunitense Eclipse Comics. Questa inizia la ristampa per il pubblico statunitense delle storie di Marvelman realizzate in Inghilterra da Alan Moore per poi proporre storie nuove dal n. 7. La serie e il personaggio prendono il nome Miracleman per evitare conflitti di copyright con la Marvel Comics. Il personaggio non era altro che la versione del Capitan Marvel della Fawcett Comics e relativi comprimari della Marvel Family. Le storie realizzate su Marvelman tra gli anni cinquanta e sessanta erano ingenue e dirette a un pubblico meno che adolescente. Lo scrittore inglese inizia un processo di revisionismo del personaggio che ne estremizza gli aspetti psicotici e rivoluzionari, alimentati dal delirio di onnipotenza che deriva dai suoi poteri. La serie acquista un tono cupo e inquietante, nettamente contrapposto a quello fino ad allora emerso negli albi dei supereroi. Questi temi vengono ripresi da Frank Miller nella sua opera di revisione di Batman. L'autore ha però sempre evitato di citare che vi sia un qualsiasi tipo di influenza del lavoro di Moore nelle sue opere.

## Realizzazione
(Frank Miller)
Il desiderio di realizzare un'opera su Batman è presente in Miller dall'inizio della sua carriera come disegnatore e poi come autore completo. Il supereroe di Gotham City è il suo eroe preferito sin dall'infanzia ma la possibilità concreta di cimentarsi col personaggio arriva solo a metà anni ottanta quando l'artista si è ormai affermato alla Marvel Comics con un ciclo di storie memorabili su Daredevil. I primi contatti con la DC avvengono grazie a Janette Khan che gli garantisce nel 1983 una piena libertà creativa per la prima opera creata da Miller con personaggi originali e slegata da precedenti produzioni delle Big-Two. Si tratta della miniserie Ronin ed è la prima prova per la casa editrice di Batman. A Miller viene garantita una libertà creativa senza precedenti anche per quella che è un'icona della DC e questo in un anno, quale il 1986, dove la casa editrice vuole dare una solida continuità narrativa a tutte le sue pubblicazioni. Tra il 1985 e il 1986 viene infatti pubblicata la miniserie Crisi sulle Terre infinite che porta (nelle intenzioni) ad un nuovo inizio (o reboot) di gran parte dei personaggi DC, tra cui le sue tre icone: Superman, Batman, Wonder Woman. Miller però affronta il personaggio con una storia che non ne vuole rinarrare le sue origini ma che lo pone alla fine della sua carriera come vigilante. All'inizio di Batman: The Dark Knight, Bruce Wayne è un uomo oltre la cinquantina, ormai stanco e disilluso, il cui alter ego Batman è diventato una leggenda urbana e la cui decennale crociata è terminata da tempo. Gotham City è dominata dalla violenza e dal caos che non imperversa solo nelle strade ma anche nei notiziari, gestiti da dei media incapaci di connettere gli eventi o anche solo di descrivere la realtà in maniera oggettiva. Sembra che il mondo dell'informazione sia dominato dal sensazionalismo e questo aumenta l'angoscia e lo smarrimento che attanaglia Bruce Wayne così come i cittadini di Gotham. Questo senso di oppressione e di incapacità di reazione è ciò che prova lo stesso Miller in quegli anni, mentre assiste ad un continuo aumento della criminalità a New York mentre il Presidente del suo paese è intento a lanciare anatemi contro la minaccia rappresentata dall'Unione Sovietica, definita da Ronald Reagan come Impero del Male. Miller inserisce lo stesso Presidente degli Stati Uniti tra i personaggi de Il ritorno del Cavaliere Oscuro e lo dipinge in maniera grottesca e caricaturale, un uomo confuso che pensa di guidare una superpotenza con la mentalità del cowboy. L'autore contestualizza quindi l'opera nella guerra fredda degli anni ottanta e utilizza personaggi iconici quali Superman e Batman per accendere una forte critica al sistema politico a lui contemporaneo. Superman viene rappresentato come un burattino nelle mani della Casa Bianca e incarna un sistema sbagliato, ipocrita e privo di prospettive. Lo scontro tra Batman e l'Uomo d'Acciaio sembra per Miller inevitabile. Sono due personalità antitetiche ma mentre Superman è un Dio sottomesso al potere e alla morale perbenista del Paese, Batman è capace di fare appello alla sua umanità e reagire contro il sistema. Per questo Reagan chiede a Superman di occuparsene, non c'è spazio per un vigilante nel suo ranch.
La critica internazionale si è giustamente soffermata sull'innovativo storytelling dei disegni di Miller che realizza le sue tavole con un dinamismo e un tempo d'azione che riprendono quanto già fatto nei manga dagli artisti giapponesi e anticipa il linguaggio cinematografico dell'era digitale. Miller riorganizza diverse tavole in vignette orizzontali a rapido scorrimento ma che di fatto rallentano il tempo d'azione creando una "gabbia di sospensione" a cui si aggiungono corpose didascalia che ne dilatano la narrazione. Su altre tavole riorganizza i disegni con gabbie fittissime (anche 16/18 per pagina) con continui inserti di vignette a forma di televisore ad aumentare l'invadenza dei media e il senso di confusione che generano spezzando il ritmo della narrazione. La gabbia di alcune sequenze è composta da quattro righe di quattro vignette ciascuna. Miller utilizza questa struttura per dare un taglio cinematografico alle sequenze: ogni vignetta è come il fotogramma di una pellicola. Le vignette di queste particolari pagine a volte non seguono un singolo soggetto, ma riprendono alternativamente due soggetti diversi. Un esempio è la sequenza in cui Bruce Wayne si ricorda dell'omicidio dei suoi genitori mentre guarda un film in televisione: le vignette rappresentano alternativamente i ricordi (la pistola del rapinatore, la collana della madre) e Bruce nel presente, sottolineando le sue reazioni emotive al ricordo. Oltre a queste tecniche utilizza la contrapposizione tra primi piani e dettagli, e l'utilizzo delle chine e dei colori è funzionale a creare un'atmosfera che accentua i toni cupi (o dark), elementi fondamentali nel creare l'identità artistica e visiva dell'opera. Miller ha sempre elogiato i colori di Lynn Varley (sua compagna nella vita) e viene da lui indicata come un'artista che ha rivoluzionato l'approccio alla colorazione delle tavole. Il rapporto con Klaus Janson (responsabile per le chine e rifiniture) è stato più controverso e pare vi sia stato qualche alterco tra i due. Difatti Janson sembrava volersi rifiutare di realizzare le chine per l'albo finale (il n. 4), anche se poi ha mantenuto l'impegno. I contrasti tra i due artisti si sono però appianati e negli anni futuri sono tornati a lavorare insieme esprimendo stima reciproca. Da notare che alcune scelte di toni che riguardano la città di Gotham, dove prevalgono ombre e zone di totale oscurità, sono state realizzate da Klaus Janson.
L'innovazione delle tavole realizzate da Miller per Dark Knight Returns è di tale portata storica per i comics, che le versioni originali realizzate dall'artista sono tra le più ricercate dai collezionisti e le quotazioni raggiunte sono molto elevate. La tavola interna del terzo numero, in cui Batman vola su Gotham insieme a Robin è la pagina originale più costosa della storia del fumetto americano, essendo stata venduta ad un'asta nel maggio 2011 per 448.125 $.

## Tematiche
The Dark Knight Returns segna la nascita del Batman milleriano, una nuova visione del personaggio che alcuni indicano come la pietra angolare del personaggio nella sua versione moderna (o comunque dagli anni ottanta in poi). L'identificazione di Miller come padre del moderno Batman è semplicistica e non tiene conto dell'evoluzione del personaggio e dell'approccio al genere supereroistico già in corso dagli anni settanta. Nonostante questo le tematiche presenti nelle sue opera contengono aspetti che influenzeranno gli autori successivi e il loro approccio al personaggio, anche se non si tratta necessariamente di elementi originali o rivoluzionari come spesso sono stati descritti.
- Realismo: Miller rappresenta Batman nella realtà di metà anni ottanta (l'epoca in cui l'opera viene pubblicata). Il Presidente degli Stati Uniti è Ronald Regan e il paese è immerso nelle paranoie e tensioni della guerra fredda[7]. La stessa città di Gotham (luogo immaginario dell'universo DC) riflette un panorama urbano simile alla città di New York (dove l'artista viveva) e sono descritti anche dei landmark identificabili da chiunque con i luoghi iconici della Grande Mela. Si fa, per esempio, riferimento alle Torri Gemelle che nella finzione sono prese di mira da un attacco dinamitardo del supercriminale Two-Face. Il crimine urbano è descritto come una piaga in continuo aumento sia come numero di crimini che in termini di violenza urbana[7]. Anche questo fattore coincide con la New York dell'epoca, e di molte altre metropoli statunitensi. Batman torna quindi ad essere un eroe urbano, una pedina che si muove all'interno di uno scacchiere ricco di situazioni spesso tristemente riconoscibili nella realtà che ci circonda[7]. Vengono quindi definitivamente abbandonate o ridotte storie che lo coinvolgono in crimini di natura soprannaturale o fantascientifica (stilemi tipici dei fumetti anni cinquanta e sessanta), le stesse nemesi affrontate dal personaggio si radicano maggiormente in una realtà urbana e coerente con gli avvenimenti dei nostri giorni[7].
- Ucronia: anche se all'interno della cornice storica degli anni ottanta, l'opera rimane comunque legata al genere fantastico e supereroistico. La realtà che quindi si viene a delineare differisce in parte dagli avvenimenti dell'epoca (anche solo per la presenza di supereroi come Batman e Superman). Miller crea quindi un presente alternativo in cui l'Unione Sovietica arriva a lanciare una testata nucleare contro gli Stati Uniti in seguito alla loro posizione di ingerenza nei confronti di un fittizio stato sudamericano (l'isola Corto Maltese). La minaccia viene sventata dal pronto intervento di Superman su ordine di Regan. Siamo quindi in presenza di una realtà ucronica dove le sorti del mondo non sono solo in mano ai politici ma anche ad un semidio alieno che agisce nell'ombra e appoggia gli interessi di un singolo paese. Dal punto di vista fumettistico è da notare che Miller crea una realtà alternativa anche rispetto alla continuity del resto dell'universo DC. Infatti la realtà descritta in The Dark Knight Returns non prevede l'esistenza di una Justice League (ormai sciolta per ordine governativo) e inoltre i supereroi che ne fanno parte hanno subito il passare del tempo e si trovano ad avere un'età tra i 50 e i 60 anni. Sono gli eroi della Silver Age che dimostrano il passare degli anni e che si sono rivelati obsoleti e inefficienti nel risolvere i problemi reali della loro epoca. Emblematico è il personaggio di Oliver Queen (alias Green Arrow), ormai ombra di se stesso e disilluso dal sistema e dagli ideali supereroistici (qui incarnati da Superman). Si crea quindi una realtà alternativa che, grazie anche ai sequel The Dark Knight Strikes Again e Cavaliere Oscuro III - Razza suprema, arriva a delineare un universo narrativo denominato The Dark Knight Universe. Nella miniserie Dark Knight III, Miller realizza i testi di un mini-albo allegato (ad ogni numero) che prende il titolo Dark Knight Universe Presents. In queste storie di compendio (pubblicate tra il 2015 e il 2016), l'autore ha modo di puntare l'attenzione allo sviluppo di diversi personaggi della DC all'interno della realtà alternativa di The Dark Knight Returns. Questo processo di creazione di una terra parallela era già iniziato con il sequel The Dark Knight Strikes Back (del 2000-2001)[31], indicato da molti e dallo stesso autore come una storia più corale, che si pone l'obbiettivo di raccontare le vicende di altri supereroi DC all'interno di questa nuova continuity[31]. All'epoca della pubblicazione di The Dark Knight Returns (il 1986), la DC Comics aveva deciso di non creare più terre alternative dove si ambientavano storie al di fuori di quella che era considerata la continuity ufficiale dell'universo DC (denominata post-Crisis)[32]. L'opera di Miller rappresenta quindi una contraddizione rispetto alla nuova direzione editoriale. Il successo ottenuto porterà però a dei ripensamenti in seno al gruppo dirigente della casa editrice[32]. A partire dal 1989 si ritorna a pubblicare opere fuori continuity da affidare ad autori di grande richiamo o valore[32]. La prima pubblicazione di questa nuova linea editoriale è Gotham by Gaslight, di Brian Augustyn e Mike Mignola, pubblicata in un albo unico formato prestige[32]. Il protagonista è una versione alternativa di Batman, nella Gotham del 1888, che indaga sulle vittime del serial killer Jack the Ripper[32]. A questa seguiranno numerose altre opere ambientate in universi alternativi e che a partire dal 1991 con Batman: Holy Terror sono pubblicate con un nuovo imprint denominato Elseworld[33]. Tali pubblicazioni prolifireranno negli anni novanta e, oltre a Batman, riguarderanno anche altri supereroi iconici della casa editrice, mettendo le basi per la nascita del secondo multiverso DC.
- Ritorno alle origini: Miller sente che il personaggio ha perso parte del suo aspetto mitologico e la sua immagine di giustiziere inarrestabile è sbiadita[34]. L'artista vede il personaggio come un "God of Vengence" (o Dio della vendetta) e per ripristinare la sua visione di Batman, cerca di riprendere elementi presenti all'epoca della sua creazione negli anni trenta da parte di Bob Kane e Bill Finger (quest'ultimo viene ufficialmente accreditato come co-creatore solo a partire dal 2015)[34]. Per fare questo cerca di attualizzare il suo lato oscuro e gotico e ne aumenta la brutalità con i criminali[34]. Anche in questo caso non si tratta di un'operazione voluta e improvvisata da Miller ma l'evoluzione di un processo iniziato nei primi anni settanta da Dennis O'Neil e Neal Adams[30]. Lo scopo di O'Neil era quello di riportare l'eroe di Gotham ai suoi tratti caratteristici, prima dell'arrivo di Robin (nel 1940) e creare storie dai toni più cupi e realistici, anche per cercare di cancellare la versione camp di Batman impostasi nell'immaginario collettivo dopo la serie televisiva e il film degli anni sessanta[30]. Miller con la sua opera ne estremizza le conseguenze e riesce ad imporre un nuovo Cavaliere Oscuro all'attenzione dei lettori e della critica[7]. Paradossalmente il rilancio dell'eroe non parte dalla rinarrazione delle sue origini, ma da una sua avventura crepuscolare ambientata alla fine della sua carriera come supereroe. Da notare che Miller chiuderà il cerchio sulla nuova epica del personaggio partendo dai suoi esordi con l'opera Batman Year One (successiva di qualche mese a The Dark Knight Returns) in cui si narrano le vicende del primo anno di un giovane Bruce Wayne come Cavaliere Oscuro Di Gotham[34].
- Batman e Superman come rivali-amici: o "Frenemies", termine inglese che nasce dalla fusione del termine "friends" (amici) e "enemies" (nemici)[7]. Uno dei climax dell'opera è lo scontro tra un Batman in armatura e Superman (indebolito da una freccia di kryptonite)[7]. Prima del 1986 i due supereroi sono stati quasi sempre rappresentati come alleati, entrambi espressione del senso di giustizia espresso da valori condivisi della società statunitense[35]. Basti notare che ai team-up dei due personaggi è stata dedicata una serie dal titolo World's Finest, che vede il suo debutto nel 1941 e che chiude la sua pubblicazione nel 1985 con l'albo n. 323 (data di copertina gennaio 1986)[35]. Nel corso dei decenni si sono verificate incomprensioni e dispute, soprattutto sugli albi della Justice League del periodo Bronze Age (cioè tra gli anni settanta e i primi anni ottanta), ma l'amicizia e il rispetto tra queste due icone della DC si è sempre ristabilito[7]. Miller invece ne inasprisce le differenze arrivando a delineare Superman come una nemesi di Batman[1]. Il kryptoniano rappresenta (per l'autore) tutto ciò che c'è di sbagliato nella società moderna, che si piega all'ipocrisia, alla seduzione del potere e al perbenismo imperante[1]. L'altra faccia della medaglia è il Cavaliere Oscuro, simbolo della volontà umana di risorgere dal caos, ribellarsi ai finti dei e alla crisi di ideali del sistema sociopolitico[1]. Lo scontro tra due visioni opposte del ruolo dell'eroe (e quindi dell'uomo) nella società non può che sfociare in una feroce battaglia, dipinta da Miller con contorni epici e che ci mostra un Superman più vulnerabile e umano di quanto emerga solitamente nei fumetti DC[5]. Il confronto tra i due supereroi moderni richiama simboli e immagini dell'antica contrapposizione tra il divino Apollo e il semidio nomade Dioniso[36]. Come evidenziato dal filosofo Friedrich Nietzsche nella sua opera La nascita della tragedia dallo spirito della musica (del 1872), la tragedia greca (e per estensione quella umana) si genera dallo scontro tra una divinità solare quale Apollo e un terrestre (poi divinizzato) quale Dioniso, simbolo dell'oscurità[36]. Il primo è l'archetipo di Superman e il secondo del Batman milleriano. Apollo (ovvero Superman) rappresenta colui che scende sulla terra per portare la ragione e l'equilibrio, arrivando però a negare la vitalità dell'essere umano, la sua capacità irrazionale di affrontare ciò che non può essere spiegato o cambiato[1][36]. Dioniso (ovvero Batman) è colui che rappresenta il "pessimismo greco" ma che è capace di accettarlo e "guardare nell'abisso dell'esistenza"[36]. Incarna la forza vitale dell'uomo che vuole affrontare gli orrori della società e sa cedere agli impulsi viscerali, unico vero mezzo per aprirsi un varco nel caos che ci circonda[1][36]. Nella tragedia attica è fondamentale lo scontro tra queste due forze, sempre sul punto di annullarsi ma incapaci di annientarsi in quanto complementari e indispensabili per l'esistenza stessa di una tragedia (o di una storia) che valga la pena essere narrata[36]. Non a caso Batman, pur potendo uccidere Superman, non compie il gesto estremo, e lo stesso Clark Kent, sulla tomba del presunto defunto Bruce Wayne, si accorge che è ancora in vita ma non interviene[5]. Miller preserva l'eterna circolarità dello scontro/incontro tra Luce e Tenebra, tra Ragione e Istinto, tra Divinità e umanità. Gli autori successivi non potranno però fare a meno di tenere conto del dualismo tra queste due icone del genere supereroistico come elemento fondante e imprescindibile dell'universo fumettistico della DC Comics[7].
- Nichilismo attivo: Stando a quanto dichiarato da Miller, "la società sta per commettere suicidio" in quanto incapace di esprimere quella forza vitale necessaria per uscire dal caos e dalla mancanza di valori condivisi[1]. Il Nichilismo, in linee generali, si esprime come la negazione di valori comunemente ammessi e accettati dagli individui, come perdita di senso dell'esistenza e di credenze in realtà trascendenti[37]. L'opera di Miller non si appoggia a questo tipo di visione ma piuttosto a quella teorizzata dal filosofo Friedrich Nietzsche e denominata nichilismo attivo[37]. Il pensatore tedesco prevede l'arrivo della "crisi dell'epoca", caratterizzata dalla incapacità dell'uomo di trovare nuovi punti di riferimento al di fuori delle istituzioni tradizionali (politiche, religiose, militari) ormai fallimentari[37]. La mancata capacità di "accrescere la potenza dello Spirito" lo porta inevitabilmente a rifugiarsi in falsi miti e divinità ormai spente (qui rappresentate da un Superman ridotto a una marionetta dell'élite politico-militare)[3][37]. A ciò si contrappone l'oltreuomo, simboleggiato da Batman e capace di esprimere quella determinazione e "potenza dello spirito" che lo pongono come argine al "declino e regresso" della società[1][37]. Lo stesso Miller vede il Cavaliere Oscuro come colui che sa porsi al di la del bene e del male, dotato di una "profonda forza emotiva" che lo porta a rinascere dalle ceneri di una società in rovina e porsi come nuovo simbolo di riscatto[1]. Inizialmente però, le tendenze autodistruttive che adombrano la società descritta dall'autore hanno anche influenzato lo stesso Bruce Wayne che, proprio nella prima pagina dell'opera sembra cercare una fine alla sua vita in una corsa automobilistica[2]. In seguito ad un pericoloso incidente, da cui esce miracolosamente illeso, pronuncia la frase "sarebbe una bella morte...ma non abbastanza bella"[2]. L'orientamento nichilistico dell'intera opera viene quindi subito stabilito fin dal prologo, per poi essere più volte ribadito dai discorsi deliranti di un Presidente che scherza sull'imminente guerra con i sovietici, da criminali che si alimentano della paura dei cittadini, da istituzioni incapaci di reagire, dalla valanga di notizie caotiche e contraddittorie propinate dai media[2][3]. Il senso di smarrimento e di una mancanza di valori è quindi la reale scintilla che spinge Bruce all'insano gesto di tornare ad essere Batman, anche se questo potrebbe ucciderlo senza che avvenga un reale cambiamento[1].
- Revisionismo dei supereroi, con tale termine diversi accademici hanno descritto (all'interno del genere supereroistico) l'emergere di tematiche nichiliste, di eroi tormentati e dall'estremizzazione di scene di violenza sia fisiche che verbali[38]. Le opere che più spesso sono citate come punto di riferimento per la genesi di questa nuova impostazione sono: The Dark Knight Returns di Miller e Watchmen di Alan Moore (pubblicata pochi mesi dopo)[38]. Il termine, di solito applicato a riscritture di teorie socio-politiche e testi storici, viene inserito nel campo della letteratura a fumetti per indicare un nuovo approccio alle storie al fine di spogliarla dei toni infantili e leggeri con i quali (almeno nell'opinione generale) è stata inquadrata fino a metà degli anni ottanta[38]. Questo comporta la presa di consapevolezza che anche nei fumetti può essere rappresentata una forte critica sociale, scene di sesso e violenza, e supereroi che non necessariamente incarnano un modello etico socialmente accettabile o condivisibile[1][38]. Queste tematiche non sono state improvvisate da Frank Miller o Alan Moore ma fanno parte di un processo di evoluzione del fumetto statunitense che vede nelle opere di questi autori un manifesto e un successo che catalizza un punto di svolta[38]. Il 1986 viene infatti indicato come l'inizio di una nuova epoca dei comics denominata Dark Age[7], ad indicare i toni cupi, violenti e realistici che molti fumetti mainstream adotteranno come formula di rilancio del genere supereroistico e per allargare il mercato verso fasce di pubblico più adulte e post-adolescenziali. Miller sarà però fortemente critico nei confronti della nuova tendenza, questo perché spesso si tratta solo di operazioni di marketing che vogliono catturare i lettori con personaggi estremi, anti-eroi, e scene d'azione e violenza fini a se stesse[34]. Manca quindi ogni aspetto della critica sociale del Batman milleriano e i riferimenti stilistici/tematici rimangono superficiali, privi di originalità. L'autore ha dichiarato: «La gente usa il termine Dark per descrivere ciò che non è assolutamente roseo (o solare), questo mi disgusta»[34].

## Accoglienza
Nonostante il fatto che ciascun albo dell'opera sia stato messo in vendita a due dollari e novantacinque centesimi, cioè quattro volte il prezzo standard di un albo dell'epoca, i primi due numeri sono rapidamente esauriti e vengono ristampati con una seconda e terza edizione. In parte questo è dovuto allo scetticismo dei comic-shop, memori delle scarse vendite di Ronin, miniserie di Miller del 1983-1984 e pubblicata dalla DC con le stesse caratteristiche di stampa ed elevato prezzo di copertina. Il fenomeno era comunque imprevedibile e anche dopo che la DC alza del 40% le copie stampate rispetto al livello degli ordini iniziali, gli albi vanno esauriti. I numeri vanno in sold-out prima che raggiungano i comic-shop della costa est degli Stati Uniti o quelli del Canada. Questo porta ad un mancato guadagno per molti retailers del neonato Mercato Diretto e alcune fumetterie arrivano a vendere i singoli albi ad un prezzo di $30 (trenta dollari), riuscendo comunque ad esaurirli. Il successo dell'opera è quindi senza precedenti e diviene difficile quantificarne la portata nel semplice resoconto del numero delle copie vendute. Un aspetto amato dai lettori sono state anche le copertine realizzate dallo stesso Frank Miller e colorate da Lynn Varley. Quando nel 2007 la DC Comics ha indetto un concorso tra i suoi lettori per votare le copertine più belle e significative realizzate nell'intera storia della casa editrice, la cover di The Dark Knights Returns n. 1 si è aggiudicata il terzo posto. Le storiche copertine Crisis on Infinite Earths n. 7 di George Pérez e The Flash n. 123 di Carmine Infantino e Murphy Anderson si sono aggiudicate rispettivamente il primo e secondo piazzamento nella classifica di chi ha votato.
Da parte della critica (anche non di genere), l'opera è stata accolta come un punto di svolta della storia del fumetto americano. Difatti la rivista TIME la annovera tra le 10 migliori graphic novel di tutti i tempi. La definisce erroneamente un reboot del personaggio ma la indica giustamente come punto di partenza nella genesi moderna di Batman e fonte di ispirazione per i nuovi film a lui dedicati. Nonostante l'unanime riconoscimento per il valore artistico e d'intrattenimento dell'opera, la critica specializzata e anche quella generalista hanno ravvisato come Miller abbia dato all'opera un indirizzo neoconservatore. Il giornalista C. Carr del Village Voice descrive il Batman di Dark Knight Returns come un Rambo in costume e di come si elevi a simbolo di una nuova propaganda conservatrice particolarmente attiva negli anni ottanta. Gary Groth del The Comics Journal (rivista specializzata sui fumetti tra le più diffuse) arriva ad affrontare Frank Miller pubblicamente alla convention Dallas Fantasy Fair del 1986. Groth accusa Miller di aver delineato un Cavaliere Oscuro fascista e amorale dalle forti tinte reazionarie. Miller gli replica sottolineando la figura simbolica rappresentata dal personaggio e di come incarni, nelle sue intenzioni, una forza che si spinge al di là del bene e del male, non si tratta di un esempio a cui si deve attingere per le proprie idee politiche. Però l'autore aggiunge che ci si trova di fronte ad una società che si sta ormai sgretolando per la mancanza di valori. Per lui Batman rappresenta una ritrovata volontà di reagire di fronte al caos e alle avversità. L'accusa più dura nei confronti di Miller arriva però da un suo collega quale Art Spiegelman che, il 15 settembre 1986, pubblica Maus: A Survivor's Tale (la prima parte). Si tratta di un'opera epocale e diviene una delle graphic novel più famose di tutti i tempi. Insieme a Watchmen di Alan Moore e Dark Knight Returns segnano il 1986 come l'inizio di una nuova era per il fumetto statunitense. L'opera di Spiegelman racconta dell'esperienza del padre, vittima dell'Olocausto. Il tutto viene rappresentato con animali antropomorfi dove i topi sono gli ebrei e i gatti sono i nazisti. L'opera suscita grande clamore e apprezzamento e vede Spiegelman come simbolo degli autori progressisti, ma questi arriva ad accusare Miller di fascismo per la sua opera su Batman e questo epiteto gli rimarrà poi inevitabilmente legato. Negli anni duemila, diverse dichiarazioni di Miller contro il movimento Occupy Wall Street e l'appoggio all'interventismo occidentale contro il fondamentalismo islamico, hanno riportato nuovamente l'attenzione verso le posizioni di estrema destra appoggiate dall'autore. Elemento sottolineato anche dal giornalista Rick Moody del The Guardian in un articolo del 24 novembre 2011 soprattutto dopo la pubblicazione della graphic novel Holy Terror nell'occasione del decimo anniversario dell'attacco alle Twin Towers. In quest'opera Miller eprime attraverso un vigilante spietato e violento alcune delle sue posizioni più radicali sulla situazione politica interna del paese e sulla minaccia del terrorismo. In difesa di Miller bisogna però sottolineare che ha sempre sostenuto di non voler scrivere trattati di politica o sociologia e lui stesso sarebbe il primo a chiedere ad un tipo come Bruce Wayne di non andare a votare. L'eccessiva attenzione posta dai media sul Batman milleriano come vigilante spietato e autoritario ha posto in secondo piano la feroce critica al sistema politico statunitense che all'epoca era in mano alla leadership repubblicana. Miller esprime sfiducia negli stessi politici conservatori e guerrafondai che governano il suo Paese e (almeno negli anni ottanta e novanta) non è simpatizzante dell'apparato militare-industriale degli Stati Uniti. Questo elemento emerge con forza nelle sue opere degli anni novanta dedicate alla eroina afroamericana Martha Washington, dove si denuncia un'America xenofoba, classista e corrotta. Le vicende ci presentano gli Stati Uniti di un vicino futuro dove il Presidente è intento ad imporre un dominio globale politico-finanziario attraverso le forze armate che ne espando il dominio con la scusa di una nuova pace mondiale. Le conseguenze di questa politica delirante sono evidenziate da Miller in due miniserie quali Give Me Liberty e Martha Washington goes to War, pubblicate dalla casa editrice indipendente Dark Horse Comics. Da qui si evince che l'autore non simpatizza per l'interventismo militare e comunque le sue posizioni politiche sono mutate e mutevoli a seconda del periodo storico nel quale realizza le sue opere.
A livello editoriale l'impatto dell'opera è notevole e apre nuove possibilità di affrontare tematiche finora poco esplorate nel genere dei supereroi e crea le basi per la proposta di opere simili (nel formato e nella distribuzione). Inizialmente l'attenzione rimane sullo stesso Batman per il quale vengono realizzate opere rivoluzionarie quali Batman: The Killing Joke di Alan Moore e Arkham Asylum di Grant Morrison. In seguito si vede la nascita di opere quali The Golden Age di James Dale Robinson (testi) - Paul Smith (disegni) del 1993 e Kingdom Come di Mark Waid (testi) - Alex Ross (disegni) del 1996. La prima si rivolge al passato con una rilettura dell'epoca d'ora dei supereroi mentre la seconda ci porta verso un futuro distopico dell'universo DC. Entrambe si pongono fuori dalla continuity e permettono agli autori di regalarci la loro visione della mitologia supereroistica e della sua difficoltà (o impossibilità) di rapportarsi ai problemi del mondo reale e dello scorrere del tempo.
Il nuovo modo di approcciare le icone classiche del fumetto supereroistico e i toni cupi e nichilistici della narrazione attraggono nuovo interesse verso il personaggio di Batman e lo rendono più appetibile per un pubblico adulto. L'opera viene discussa su riviste di cultura-pop di ampia diffusione quale il magazine Rolling Stone. La stessa casa di produzione Warner Bros. (detentrice dei diritti del personaggio) decide che ci sono le premesse per riportare Batman sul grande schermo. Il progetto si concretizza con il film Batman di Tim Burton uscito nel 1989.
L'opera viene lodata dallo scrittore inglese Alan Moore, ex-fumettista alla DC, per la quale ha realizzato un'altra delle più celebri e amate storie sull'Uomo Pipistrello, Batman: The Killing Joke (ma autore anche di Miracleman/Marvelman, Watchmen, Swamp Thing, Supreme e diversi altri fumetti con supereroi) e indicata come punto di svolta nella storia del genere dei supereroi. La miniserie Watchmen (che lo ha reso famoso negli Stati Uniti) esce poco dopo Il Ritorno del Cavaliere Oscuro e ne sfrutta la stessa metodica di distribuzione e formato editoriale. Secondo Moore la grande innovazione di Miller è stata quella di inserire l'elemento temporale nello sviluppo del personaggio. Finora tutti i supereroi sembravano vivere in una specie di limbo in cui avevano perennemente un'età tra i 25 e i 35 anni. Una scelta dovuta a motivi commerciali, per non far invecchiare o uccidere un personaggio come Superman o l'Uomo Ragno che si vuole sfruttare per diversi decenni. Con il Cavaliere Oscuro abbiamo però un Bruce Wayne disilluso, oltre la cinquantina e che si accinge ad affrontare il crepuscolo della sua vita come uomo e come supereroe. Tale elemento conferisce in retrospettiva un alone leggendario a tutte le avventure precedenti dell'Uomo Pipistrello. Difatti non vi può essere leggenda che non nasca dalla fine tragica o drammatica di un mito. Questo è valso per personaggi leggendari come Re Artù e Davy Crockett ed ora Miller rende giustizia al supereroe Batman dandogli infine un posto tra le leggende moderne.
Anche il celebre scrittore Stephen King si unisce al coro di coloro che vedono nell'opera di Miller una resurrezione di Batman come icona moderna della cultura pop. Nel 2019 il fumettista record di vendite Rob Liefeld (co-fondatore della Image Comics) rende nota una lettera in cui il Re della narrativa horror ringraziava Frank Miller per «aver salvato Batman dall'oblio». King infatti sottolinea che dopo la Batmania di fine anni sessanta, nata in seguito allo show TV con Adam West, il personaggio creato da Bob Kane e Bill Finger, era rimasto in ombra e rischiava di cadere nell'anonimato. In ogni caso sembrava aver perso la sua forza narrativa e lo scrittore temeva che cadesse in un limbo editoriale che, all'epoca, aveva già avvolto storici personaggi dei comic quali J'onn J'onzz (uno dei capostipiti della Silver Age), Plastic Man (personaggio Golden Age come Batman), i Blackhawks (personaggi nati nei "war comics" del secondo conflitto mondiale), Captain Marvel (adesso noto come "Shazam"), e Turok (riportato in auge negli anni novanta dalla Valiant Comics). Dopo aver letto Il Ritorno del Cavaliere Oscuro, King afferma «A quanto pare ho sbagliato a preoccuparmi...non si può abbattere un pipistrello» e arriva a elogiare Miller scrivendogli che «si tratta probabilmente del fumetto più bello mai pubblicato», almeno fino a quel momento (1986 circa).
Ogni settimana il Sunday Page chiede ad un autore o a un critico di scegliere una tavola di un fumetto che riveste un particolare significato personale e storico. La prima settimana di maggio del 2018 Phillip Kennedy Johnson, autore di Last Sons of America, musicista, insegnante e fumettista nominato agli Eisner Award, sceglie la pagina 8 del "Libro Primo" dell'opera di Miller. Si tratta dell'albo che dà il titolo alla raccolta (ovvero Il ritorno del Cavaliere Oscuro) e ci mostra un giovane Bruce Wayne che, cadendo da una voragine, si ritrova nella grotta che diverrà la Bat-Caverna. Johnson è affascinato dal Batman di Miller, citando anche All Star Batman e Robin e Anno Uno e lo considera la versione più credibile del personaggio in quanto è «un figlio di puttana spaventoso». Si tratta di un vigilante che avrebbe realmente potuto girare il mondo per essere addestrato da spie, combattenti e assassini. La tavola selezionata ci mostra un giovane Bruce che, cadendo in una voragine, si ritrova per la prima volta nella grotta che diverrà la Batcaverna. La pagina è magistralmente composta da 11 vignette suddivise in una griglia che ne mostra 9 di piccole o medie dimensioni e due verticali che coprono l'intera tavola. Queste ci mostrano la caduta del ragazzo nell'oscurità della caverna e nell'ultima vignetta ci viene svelata la figura che cattura il suo sguardo e la sua paura, ovvero un pipistrello, simbolo e presagio del suo destino. Batman nasce in questo momento ma questo non scaturisce da una rivelazione o resurrezione, ma da una caduta dalla luce verso le tenebre.
L'interesse per l'opera a livello culturale e artistico rimane inalterato anche a distanza di decenni rendendola uno dei capolavori più celebri della storia dei comic. Lo dimostra la ricerca da parte dei collezionisti di fumetti (e arte) nei confronti delle tavole originali del fumetto. Nel 2011 una tavola originale del fumetto dove appaiono Batman e Robin viene venduta all'asta per la cifra di $448 mila e 125 (quattrocento e quarantotto/125 mila dollari). Nel 2013 il disegno originale di Miller della copertina del secondo albo della miniserie viene battuto all'asta per $478.000 (quattrocento e settantotto mila dollari). Nell'aprile del 2022 il disegno originale della terza copertina viene assegnato ad asta per $264.000 (duecento e sessantaquatro mila dollari). Nel 2022 la casa d'aste Heritage Auctions annuncia che verrà messo all'asta (a Dallas) il disegno originale della copertina del primo albo di The Dark Knight Returns. Si tratta di una delle cover più iconiche della storia dei comic in cui Miller disegna la silhouette di un Cavaliere Oscuro che si staglia in un cielo blu solcato da un fulmine. L'autore afferma di aver scelto lo stile e la composizione dell'immagine per creare il maggior impatto emotivo possibile. Per ottenere tale risultato viene coadiuvato nella colorazione da Lynn Varley che utilizza la tecnica dell'aerografo. Il disegno proviene dalla ricca collezione privata di David Mandel che può vantare tavole originali di Frank Frazetta, Bill Watterson e Norman Rockwell. L'interesse suscito dalla notizia è senza precedenti presso i collezionisti e si stima che la tavola originale possa essere venduta per circa un milione e mezzo di dollari. L'entusiasmo generato dall'operazione mostra quanto siano ancora popolari e celebrati i lavori di Miller, un feedback fondamentale per pubblicizzare la fondazione della nuova casa editrice indipendente Frank Miller Presents, fondata dall'autore insieme all'ex-editor, vicepresidente e direttore creativo (della DC) Dan Didio. Le prime pubblicazioni sono distribuite nel novembre 2022 e si tratta della prima impresa di questo tipo in cui Frank vuole misurarsi nella sua lunga carriera.
Il successo presso i lettori e la critica specializzata spinge la DC Comics ad affidare a Miller la realizzazione di Batman: Anno uno, una storia sulle origini dell'Uomo Pipistrello che viene pubblicata nella serie regolare Batman dal n. 404 al n. 407 (febbraio-maggio 1987). Questa volta la storia è in continuity con le altre serie del personaggio e ne rappresenta l'origine ufficiale post-Crisis. Il modo di approcciare la nascita di un supereroe così come impostato da Miller, cioè sottolineando gli aspetti più cupi e introspettivi ma senza trascurare gli elementi classici della vicenda, costituisce un canone poi seguito per gli altri supereroi DC Comics negli anni successivi. Seguono così molte opere che prendono la stessa denominazione Anno Uno (Year One) per indicare la genesi di un supereroe o supercriminale o gruppo di supereroi. Ne sono esempio: Catwoman: Year One su Catwoman Annual n. 2 (1993) / JLA: Year One n. 1-12 (1998) di Mark Waid e Bryan Augustyn (testi) - Barry Kitson (matite) / Robin: Year One n. 1-4 (2000) di Scott Beatty - Chuck Dixon (testi) - Javier Pulido (matite) / Batgirl: Year One n. 1-9 (febbraio-ottobre 2003) di Chuck Dixon - Scott Beatty (testi) - Marcos Martin (matite).

## Altri media

### Animazione
- Nel 1998 Bruce Timm rende omaggio al Cavaliere Oscuro di Frank Miller con un episodio della serie animata Batman - Cavaliere della notte. La puntata si intitola Legends of the Dark Knight e viene trasmessa dal canale televisivo statunitense The Kids WB! Network. Il presupposto narrativo è l'incontro di alcuni ragazzini che raccontano ognuno una propria versione di Batman. Uno di questi lo descrive come in Il ritorno del Cavaliere Oscuro. L'episodio narrato è la versione animata della lotta tra Batman e il leader dei Mutanti che avviene in una discarica. Bruce Timm modella l'Uomo Pipistrello e il suo costume sul personaggio cupo e invecchiato di Miller. Lo stesso Robin è la ragazzina di tredici anni Caroline Keene Kelley. Le storyboards su cui si sviluppa il cartone animato vengono realizzate da Darwyn Cooke e ricevono l'approvazione dello stesso Miller[52].
In accordo con la guida ufficiale degli episodi della serie animata così come stilata da Paul Dini, si tratta dell'episodio n. 105. La numerazione parte dal primo episodio di Batman: The Animated Series del 1992[53].
- Nel 2004 viene prodotta dalla Warner Bros. Animation una nuova serie animata su Batman, intitolata The Batman. Nell'episodio n. 46, trasmesso dal canale statunitense The CW il 3 febbraio 2007, si descrive una Gotham del futuro dove si deve riscoprire la storia (ormai mito) di Batman in quanto bisogna affrontare il ritorno di un potenziato Mister Freeze. In omaggio a Dark Knight Returns, Batman viene dipinto come nell'opera milleriana e il nuovo Mister Freeze arriva a pronunciare la frase "The Dark Knight Returns!". Il titolo dell'episodio è Artifacts in originale, mentre nella versione italiana è Reperti archeologici.
- Due film d'animazione basati sul fumetto sono stati realizzati dal regista Jay Oliva per la Warner Bros. Animation. L'opera è stata divisa in due parti e distribuita direttamente nel mercato home video con il titolo Batman: The Dark Knight Returns - Part 1 (nel 2012) e Batman: The Dark Knight Returns - Part 2 (nel 2013)[54]. Si tratta dell'opera più fedele (come trasposizione) del fumetto di Miller in quanto usa le stesse tavole originali come storyboard per il film[27]. Anche i testi sono ripresi fedelmente[27]. Nonostante questo non riscosse plauso da parte della critica e del pubblico, risultando statico nella narrazione e non riuscendo a trasmettere le innovazioni linguistiche dell'opera originale[27]. Il budget di produzione è di circa 3,5 milioni di dollari e la voce di Batman è (nella versione inglese) quella di Peter Weller mentre Ariel Winter la presta alla nuova Robin.

### Cinema
(Frank Miller durante la conferenza stampa tenutasi a Roma in occasione dell'anteprima italiana di Sin City - Una donna per cui uccidere, il 15 settembre 2014)

Batman con armatura (ispirata all'opera di Miller), dal film Batman v Superman: Dawn of Justice

Il ritorno del Cavaliere Oscuro riporta l'interesse di Hollywood sul personaggio, una delle conseguenze è l'intenzione di produrre un nuovo lungometraggio di Batman che rifletta la nuova visione dell'Uomo Pipistrello. Il progetto si concretizza nel 1989 con il film diretto da Tim Burton con Michael Keaton nei panni Bruce Wayne e Jack Nicholson in quelli della sua nemesi storica cioè il Joker. Le atmosfere dell'opera sono cupe, Gotham City si delinea come una città violenta e oscura e Batman ne rappresenta la diretta emanazione. Vi sono quindi diversi tratti in comune con la visione del personaggio data da Frank Miller ma il regista Tim Burton non lo cita mai ufficialmente come fonte d'ispirazione. Anzi Burton dichiara che il suo Batman è un ritorno alle origini del personaggio, cioè alle storie degli anni trenta, e prende il suo creatore Bob Kane come punto di riferimento nella sua interpretazione del supereroe di Gotham. Il regista di Burbank asserisce inoltre che vuole creare un'immagine Dark del personaggio e che dietro la maschera da pipistrello si nasconde il cuore di un vigilante. Le tematiche riprese dalla sua opera si inseriscono quindi in un affresco più ampio in cui il mondo dei supereroi si tinge di toni più cupi e il Cavaliere Oscuro di Miller ha contribuito a segnare l'inizio di questa Dark Age del fumetto. Il film è uno dei più grandi successi di fine anni ottanta e Burton ne realizza un sequel nel 1992.
Negli anni 2000 i fratelli Hughes erano stati contattati dalla Warner Bros. per trasporre la storia di Miller al cinema, ma rifiutarono l'offerta preferendo la regia di un progetto più personale.
Il regista che in seguito trae ispirazione dal Batman milleriano in maniera più marcata è Christopher Nolan, che rilancia il personaggio con una nuova saga cinematografica nel 2005. In Batman Begins, primo capitolo di quella che poi sarebbe diventata una trilogia, sono raccontate le origini del personaggio: secondo il regista questa parte della storia era stata solamente accennata nei precedenti adattamenti, pertanto rappresentava lo spunto ideale per un rilancio del franchise; il co-sceneggiatore David Goyer ha citato proprio "Batman: Anno Uno" di Miller tra le influenze principali sulla trama del film.
Mentre il primo dei due sequel (Il cavaliere oscuro, 2008) si discosta dalle atmosfere milleriane, il terzo e ultimo film, Il cavaliere oscuro - Il ritorno (2012), si riavvicina all'autore rifacendosi proprio a Il Ritorno del Cavaliere Oscuro. A livello superficiale vi è un richiamo nel titolo del film, ma anche se alcune scene rievocano visivamente sequenze del fumetto, a livello sostanziale la pellicola non affronta le varie tematiche della graphic novel, caratterizzata da una forte critica al sistema socio-politico. Nonostante ciò la trama e alcuni personaggi sono reinterpretati direttamente dalla storia di Miller.
Questi lungometraggi contribuiscono ad alimentare nel pubblico una percezione di Batman come personaggio oscuro e del mondo in cui vive (che per estensione è l'Universo DC) come un mondo cupo e più realistico. Si crea quindi una separazione (anche solo come percezione) tra l'universo cinematografico della Marvel-Disney (costruito a partire da Iron Man del 2008), considerato più leggero nei toni, e il possibile nuovo universo cinematografico della DC-Warner che trova il suo punto di partenza con L'uomo d'acciaio di Zack Snyder del 2013. Proprio Snyder anni prima aveva mostrato interesse in una trasposizione de Il Ritorno del Cavaliere Oscuro, ma dato il suo coinvolgimento nel rilancio di Superman il regista ha poi optato per una rielaborazione meno diretta, utilizzando il fumetto di Miller principalmente come tavolozza dalla quale attingere per l'estetica di Batman v Superman: Dawn of Justice, primo crossover cinematografico DC che funge da sequel de L'uomo d'acciaio.

## Parodie
In quanto fumetto iconico per l'epoca Dark Age e, per estensione, dell'era moderna dei comics statunitensi, il capolavoro di Miller si è prestato a diverse reinterpretazioni anche in chiave parodistica:
- A dicembre 2017, viene pubblicato l'albo The Vark Knight Returns n. 1, realizzato dal pluripremiato fumettista canadese Dave Sim[64]. L'artista è divenuto famoso per la serie indipendente Cerebus, una delle più longeve produzioni seriali del fumetto indie ovvero un'opera realizzata e autogestita dall'autore senza appoggiarsi agli editori dei prodotti mainstream. Per l'occasione viene aiutato ai testi da Sandeep Atwal e ai disegni da Gustave Dore[64]. L'albo viene distribuito dalla casa editrice indipendente Aardvark-Vanaheim, fondata dallo stesso Dave Sim. Le pagine sono 24 e in bianco e nero[64]. Tra i contenuti vi sono ristampe di strips già pubblicate online nel settembre del 2016 e vi si trovano anche parodie riguardanti la Suicide Squad e la Justice League, qui denominata The Aardvarkian League of Justice[64].

## Edizione italiana

Copertina del n. 23 de I classici del fumetto di Repubblica - Serie oro pubblicato il 25 febbraio 2005

### Debutto con Rizzoli (1988-1989)
L'opera viene pubblicata in Italia dalla Rizzoli tra il 1988 e il 1989. Il mercato fumettistico di genere supereroistico è in crisi di vendite ormai dai primi anni del decennio. L'ultima serie regolare di Batman ha chiuso nel 1981 e le sue ultime apparizioni risalgono al 1983 sulla serie dedicata a Superman. Entrambe le pubblicazioni sono della Editrice Cenisio che interrompe la pubblicazione di materiale DC Comics nel 1984. La Rizzoli decide di rilanciare in Italia l'universo DC proprio con il Batman di Miller. In quel periodo l'editore pubblica la rivista antologica Corto Maltese ed è all'interno di questa che decide di inserire la miniserie Dark Knight Returns. Il primo albo viene pubblicato sul n. 52 del gennaio 1988 con il titolo Batman - Il Cavaliere Oscuro ritorna, nel quale l'opera di Miller si affianca ad altre storie che hanno tematiche e stili molto diversi. La Rizzoli rinuncia a pubblicare una serie regolare su Batman, che tornerà nelle edicole italiane solo nel 1992 ad opera della Glenat Italia (incorporata poi l'anno successivo dalla Rizzoli), e amplia l'offerta di autori di alto rango di Corto Maltese inserendo la miniserie che aveva suscitato grande interesse a livello mediatico. I 4 numeri della miniserie sono pubblicati nell'arco di 18 mesi (dal gennaio 1988 a giugno 1989) con periodicità semestrale. Sulla stessa rivista, parallelamente a Dark Knight Returns, viene pubblicata anche la precedente miniserie DC in formato prestige di Frank Miller, Ronin, mentre dal numero di luglio dello stesso anno inizia la distribuzione mediante inserti allegati staccabili delle miniserie Man of Steel di John Byrne (che ridefinisce le origini del personaggio di Superman) e Watchmen di Alan Moore e Dave Gibbons (pubblicato inizialmente suddividendo ogni albo originale in tre allegati di 8 pagine e poi per capitoli completi).
La riedizione in volume brossurato di Dark Knight Returns è del dicembre 1989 con traduzioni riviste, una resa grafica migliore e dal titolo corretto di Il ritorno del Cavaliere Oscuro; le pagine sono 208. Nel formato riprende la prima edizione originale in volume pubblicata nel 1987 e di questa presenta anche la prefazione di Alan Moore (tradotta da Ranieri Carano e già utilizzata quale introduzione al primo episodio in occasione della pubblicazione sulla rivista) che sottolinea il valore storico dell'opera milleriana e del suo contributo nel cercare di ricontestualizzare i supereroi in una società molto diversa (e meno disincantata) di quella in cui erano stati concepiti (gli anni trenta e quaranta della Golden Age dei comics). Accanto a quella di Moore è presente una prefazione di Enzo G. Baldoni, mentre le postfazioni sono di Alberto Abruzzese e Sergio Brancato.
Come sottolinea Roberto Recchioni (in una sua prefazione), The Dark Knight Returns viene presentato ai lettori italiani di fine anni ottanta dalla direttrice di Corto Maltese Fulvia Serra come una "feroce critica all'edonismo reganiano" e per estensione alla cultura reazionaria americana. Miller viene percepito come un autore liberal, critico dei sentimenti reazionari statunitensi. Questo ha portato ad un fraintendimento da parte di alcuni appassionati dell'opera di Miller che hanno inizialmente accolto positivamente le sue opere per poi rendersi conto che la critica portata dall'autore non viene da una posizione progressista, ma da una più conservatrice e nazionalista, disillusa anche dalle politiche degli stessi politici repubblicani. In questa luce diventa più comprensibile l'attacco spietato e senza remore verso il terrorismo islamico di Holy Terror e le dichiarazioni pubbliche a favore dell'interventismo militare e contro le politiche socialiste del movimento Occupy Wall Street.

### Raccolte in volume
Dopo la prima edizione in volume del 1989, Batman - Il ritorno del Cavalier Oscuro vede altre edizioni che ripropongono l'opera, curate da diverse case editrici a seconda di chi detiene i diritti per la pubblicazione dei fumetti DC Comics in Italia. Di seguito l'elenco:
- Batman - Il ritorno del Cavaliere Oscuro, RCS Rizzoli Libri S.P.A. Milano, prima edizione dicembre 1989, ISBN 88-17-81116-5
- Batman - Il ritorno del Cavaliere Oscuro (I classici del fumetto di Repubblica - Serie Oro), Panini S.p.A. 2005.
- Batman - Il ritorno del Cavaliere Oscuro (Planeta DeAgostini)
- Deluxe - Batman:Il ritorno del Cavaliere Oscuro, RW Edizioni-Lion, Novara, 2012, ISBN 978-8866917564
- Grandi Opere Batman - Batman - Il ritorno del Cavaliere Oscuro, RW Edizioni-Lion, Novara, febbraio 2016, ISBN 978-8869717482
- DC Prestige Batman - Il ritorno del Cavaliere Oscuro - Signing session 28 ottobre 2016, RW Edizioni-Lion, Novara, 2016. Tiratura limitata a 500 copie. Oltre alla miniserie The Dark Knight Returns, vi è incluso il prequel The Dark Knight Returns: The Last Crusade realizzato nel 2016 da Frank Miller insieme a Brian Azzarello e John Romita Jr.[70].
- Slipcase: Il Cavaliere Oscuro di Frank Miller: Firmacopie Napoli Comicon[71]. Cofanetto a tiratura limitata in forma di slipcase in plexiglas che raccoglie nella versione DC Absolute la trilogia composta da Il Ritorno del Cavaliere Oscuro (con allegato il prequel L'Ultima Crociata), Il Cavaliere Oscuro colpisce ancora, Il Cavaliere Oscuro: Razza Suprema[71]. Quest'ultimo volume è presente nella versione variant slipcase disponibile solo con questa raccolta[71]. Presenta 40 pagine di contenuti extra e le copertine alternative realizzate per la distribuzione della miniserie originale[71]. Lo Slipcase viene distribuito il 28 aprile 2018 in occasione del Napoli Comicon che prevede la partecipazione di Frank Miller[71]. Vengono rese disponibili online 100 copie in anteprima per accedere alla sezione di autografi esclusiva con lo stesso Miller[71]. Il prezzo della maxi-raccolta è di € 199,95 (euro centonovantanove/95)[71].
- Batman - Il ritorno del Cavaliere Oscuro - DC Black Label Prestige, RW Edizioni-Lion, Novara, 2019[72]. Contiene "The Dark Knight Returns" nn. 1-4, edizione con cartonata (o Hardcover) di 240 pagine, ISBN 9788829304691[72]. Viene distribuita con l'etichetta DC Black Label, imprint fondato nel 2018 e che vede nell'opera di Miller una delle principali fonti di ispirazione[73]. La RW Edizioni, nel corso del 2019, ha pubblicato anche la prima opera originale della DC Black Label, ovvero la miniserie Batman:Damned di Brian Azzarello e Lee Bermejo[72][73].
- Batman - Il ritorno del Cavaliere Oscuro - DC Library, Panini Comics, Modena, Contiene "The Dark Knight Returns" nn. 1-4, edizione cartonata di 208 pagine, data di distribuzione: 6 agosto 2020. ISBN 9788828730415. Si tratta dell'edizione curata dalla Panini Comics dopo l'acquisizione dei diritti di pubblicazione (di gran parte) delle opere DC in Italia.

## Raccolte originali
Dato il successo ottenuto dalla miniserie, l'opera viene raccolta negli USA in edizione trade paperback (cioè con copertina in cartoncino e rilegatura in brossura) già l'anno successivo alla pubblicazione. Anche in questa edizione la domanda del mercato è così alta che tra il 1987 e il 2002 vengono distribuite 18 edizioni differenti. A queste si aggiunge la versione Hardcover (con rilegatura e copertina rigida) del 1987 con introduzione scritta da Alan Moore. Nel 1989 esce la raccolta The Complete Frank Miller Batman (in occasione dell'uscita del film Batman di Tim Burton), in questa edizione vengono inserite The Dark Knight Returns, Detective Comics nn. 404-407 di Miller e David Mazzuchelli (con lo story-arc Batman: Year One), e DC Special Series n. 21 di Dennis O'Neil e F. Miller (con la prima storia disegnata da Miller su Batman e pubblicata nell'aprile 1980). Altre edizioni hardcover sono quella del 10º anniversario (1996) con introduzione di Frank Miller e pagine extra che ci propongono lo script e le bozze di un finale alternativo, nel 2002 viene distribuita un'edizione con nuova copertina (di Miller-Janson) contraddistinta da un bordo inferiore giallo.
Nel 2006 viene pubblicata la Absolute Dark Knight, una raccolta di 512 pagine con copertina rigida che raccoglie la miniserie The Dark Knight Returns e il sequel The Dark Knight Strikes Back (del 2001). La cover è inedita e disegnata da Frank Miller.

## Edizioni speciali statunitensi
- A febbraio 2016 in collaborazione con Graphitti Designs esce un'edizione denominata Batman: The Dark Knight Returns - Frank Miller Gallery Edition[74]. Le pagine dell'albo sono state scannerizzate direttamente dalle tavole originali disegnate da Frank Miller (di cui ne mantengono le dimensioni) e sono stampate su carta spessa di alta qualità con una definizione di 200 linee per inch (o pollice pari a 2,54 cm)[74]. L'opera riesce quindi a mettere in risalto i dettagli dei disegni e l'interpretazione originale dell'artista[74]. Inoltre sono contenute tutte le copertine originali e materiale inedito mai pubblicato prima[74].
- Il 5 ottobre 2016 viene distribuita l'edizione Batman: The Dark Knight Returns, Book and Mask Set[75]. Si tratta di un articolo, realizzato dalla DC Entertainment, che comprende la versione Trade Paperback dell'opera di Miller uscita in occasione del 30th anniversario dell'edizione originale, alla quale si aggiunge una maschera (indossabile), replica di quella utilizzata dal Cavaliere Oscuro di The Dark Knight Returns[75].
- Il 2 novembre 2016 viene distribuita la The Dark Knight Returns Collector's Edition Box Set[76]. Si tratta di un'edizione speciale in cofanetto (o slipcase deluxe edition in originale) che prevede la ristampa di ogni singolo albo della miniserie The Dark Knight in una versione cartonata di 48 pagine[76]. I quattro volumi sono poi collocabili in un cofanetto apposito che funge da contenitore e presenta una copertina avvolgente realizzata da Frank Miller[76].
- il 14 novembre 2018 la DC introduce una nuova linea editoriale denominata DC Modern Classic Edition[77]. Il progetto prevede la riedizione di alcune delle più importanti opere della casa editrice, raccolte in formato con copertina cartonata (o Hardcover) e inserite in un cofanetto (o Slipcase)[77]. La seconda opera ad essere distribuita è The Dark Knight Returns (il 5 dicembre 2018[77]) la quale aveva già avuto un'edizione simile solo due anni prima nel 2016 con la The Dark Knight Returns Collector's Edition Box Set[76]. In quel caso i 4 albi che compongono la miniserie erano stati separati in 4 volumi mentre adesso gli albi sono rilegati in un unico tomo[77] Il titolo è Batman:The Dark Knight Returns (DC Modern Classic Edition) HC (ISBN 9781401285319)[77]. La prima opera a essere raccolta e distribuita nella DC Modern Classic Edition è stata Watchmen di Alan Moore e Dave Gibbons[77].